# 2-3-1

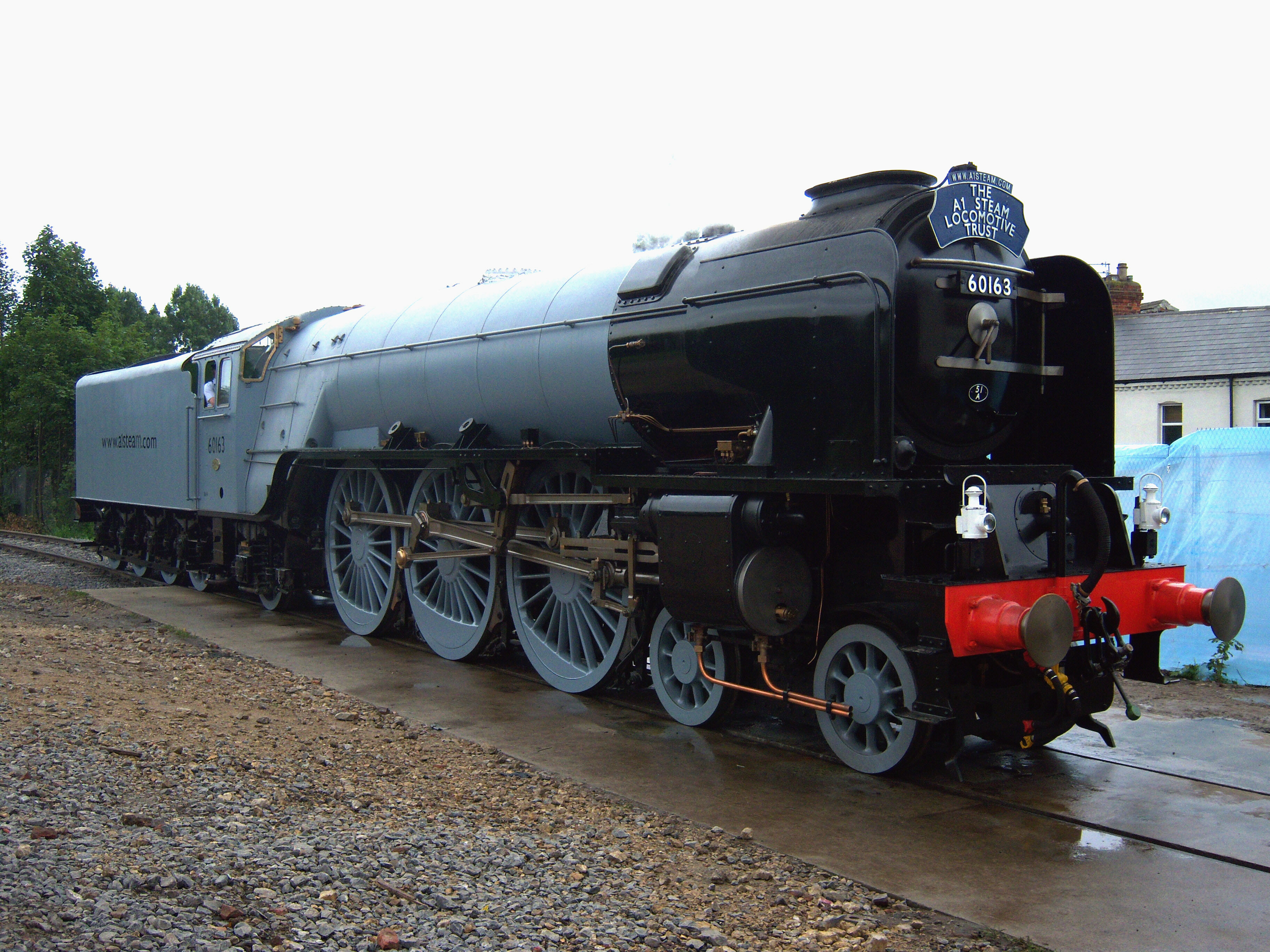
Паровоз A1 60163 Tornado тип 2-3-1

Тип 2-3-1 — паровоз з трьома рушійними осями в одній жорсткій рамі, двома бігунковими і однією підтримуючою осями. Є подальшим розвитком типу 2-3-0.
Інші варіанти запису:
- Американський — 4-6-2 («Пасифік»)
- Французький — 231
- Німецький — 2C1

## Види паровозів 2-3-1
Російські паровози серії Л (з 1947 року - Лп), англійські швидкісні класу А4, німецькі BR 01, трофейні ТС.